# Utrakvism
Utrakvism (av latin utraque ’bådadera’), även benämnd calixtinism, företräddes av en falang inom husitrörelsen, som kämpade för att lekmännen skulle få ta del av nattvarden under båda gestalterna, det vill säga både bröd och vin.